# Franco Brenni
Franco Brenni (Bellinzona, 3 agosto 1897 – Zurigo, 5 marzo 1963) è stato un avvocato, notaio e ambasciatore svizzero.

## Biografia
Figlio di Gilardo, originario di Salorino, nasce a Bellinzona nel 1897. Si sposa due volte: dapprima Maria Galimberti, cittadina italiana, e in seguito Amalia Lycourezos di passaporto greco.
Dopo gli studi all'Università di Friborgo, dove si laureò in legge nel 1919, fu avvocato e notaio a Bellinzona dal 1920 al 1926. Fu attivo nelle file del Partito Conservatore ticinese e nel 1926 fu assunto dal Dipartimento politico federale. Lavorò al consolato di Milano e poi, su richiesta di Heinrich Rothmund, venne trasferito alla Polizia federale degli stranieri. Qui si occupò ufficialmente quale segretario di lingua italiana, ma in realtà lo scopo era di fare accettare dal Ticino i provvedimenti di questa istituzione (1928-30). In seguito fu segretario personale di Giuseppe Motta (dal 1930), console a Napoli (dal 1935), incaricato d'affari ad Atene (1941-42), console generale a Milano (1942-54), ministro, poi ambasciatore all'Avana (1954-59) e infine a Lisbona (fino al 1962).